# Ю Хьон-джі
Ю Хьон-джі (12 жовтня 1994) — південнокорейська плавчиня. Учасниця Чемпіонату світу з водних видів спорту 2017, де в попередніх запливах на дистанції 50 метрів на спині посіла 18-те місце і не потрапила до півфіналів.